# Sint-Johanneskerk (Hatzenport)
De Sint-Johanneskerk is een katholiek godshuis in Hatzenport, een Ortsgemeinde in de Duitse deelstaat Rijnland-Palts.

## Beschrijving
Het oudste deel van de kerk is de klokkentoren uit de 13e eeuw. Het laatgotische kerkschip en koor zijn rond 1480 ontstaan. De westelijke toren heeft een achtzijdige spits en vier met loden ornamenten en kruisbloemen versierde hoektorentjes. De kerk bestaat uit een zaalachtig schip met vlak plafond en een klein koor, waaraan de sacristie is gebouwd. Het vierhoekige koor en de sacristie worden door een achtzijdige spits bekroond.
In het noordelijke deel van het kerkschip bevindt zich een gebrandschilderd raam uit de bouwperiode van het schip, een geschenk van Konrad von Bolanden, de heer van de nabijgelegen burcht Bischofstein. De overige ramen dateren uit 1847 toen de kerk werd gerenoveerd. Het hoofdaltaar dateert ook van deze renovatieperiode. Daarnaast zijn er twee barokke zijaltaren. Zeer waardevol zijn een laatgotisch beeld van de heilige Johannes, een piëta en een crucifix.